# Antti Syrjäniemi
Antti Syrjäniemi, född 30 november 1892 i Haapajärvi, död 1962, var en amerikafinländsk sångare, kompositör sångtextförfattare. Han är även känd under namnet Andrew Niemi som han antog i USA.
Syrjäniemi emigrerade till USA efter första världskriget och arbetade till en början som gruvarbetare i Cape Ann, Massachusetts. Senare arbetade han som skomakare. Samtidigt var han aktiv vid nykterhetsförbundet Väinölä, vid vilken han även uppträdde som sångare. Syrjäniemi gjorde fem skivinspelningar 1929 tillsammans med dragspelaren Willy Larsen. Hans kuplett Daytonin apinajuttu handlar om Scopesrättegången 1925, då läraren John Thomas Scopes dömdes till böter för att undervisat om evolution i Dayton. Syrjäniemis karriär som inspelande artist avbröts på grund av stora depressionen, men han fortsatte att vara aktiv musiker i Cape Ann.

## Skivinspelningar[4]
| Datum         | Sånger                                                                 | Ackompanjemang          |
| ------------- | ---------------------------------------------------------------------- | ----------------------- |
| 15 april 1929 | Päivän tapahtumia Daytonin apinajuttu Viola Turpeinen tanssit Kiipillä | Willy Larsen (dragspel) |
| 14 maj 1929   | Hämmäyskekkerit 1–2                                                    | Willy Larsen (dragspel) |